# Frostbitten Pain
Frostbitten Pain – piąty album hiszpańskiego black metalowego zespołu Elffor. Został wydany 26 lutego 2010 roku.

## Lista utworów
| Lista utworów | Lista utworów            | Lista utworów |
| Nr            | Tytuł utworu             | Długość       |
| ------------- | ------------------------ | ------------- |
| 1.            | „A Cold Funereal Breeze” | 9:55          |
| 2.            | „Instinct's Enslavement” | 9:35          |
| 3.            | „Ancestral Spirit”       | 10:45         |
| 4.            | „Chaos Moon”             | 8:15          |
| 5.            | „Icewind”                | 8:05          |
|               |                          | 46:35         |